# Synopsidia mirabica
Synopsidia mirabica är en fjärilsart som beskrevs av Eugen Wehrli 1941. Synopsidia mirabica ingår i släktet Synopsidia och familjen mätare. Inga underarter finns listade i Catalogue of Life.